# Катастрофа Ан-12 близ Новосибирска (1967)
Катастрофа Ан-12 под Новосибирском (1967) — авиационная катастрофа, произошедшая ранним субботним утром 14 января 1967 года. Военно-транспортный самолёт Ан-12Б авиакомпании «Аэрофлот» выполнял грузовой рейс SU-5003 по маршруту Москва—Свердловск—Новосибирск—Красноярск—Иркутск—Хабаровск, но через 2 минуты после вылета из Новосибирска на его борту начался сильный пожар. Экипаж начал выполнять левый поворот от жилых домов чтобы предотвратить жертвы на земле и искать место для аварийной посадки, но в процессе поворота у лайнера возникло скольжение на правое крыло. Летя в таком состоянии, экипажу не удалось предотвратить скольжение и он совершил аварийную посадку на поле, где при движении столкнулся с выступом, после чего взорвался. Погибли все находившиеся на его борту 6 членов экипажа.

## Самолёт
Ан-12Б (регистрационный номер СССР-04343, заводской 8900605, серийный 06-05) был выпущен на заводе № 39 в 1959 году и в том же году совершил свой первый полёт. 13 марта того же года был передан Московскому ОАО Полярного УГА авиакомпании «Аэрофлот». В апреле 1960 года перешёл в Шереметьевский ОАО. Оснащён четырьмя турбовинтовыми двигателями АИ-20М производства Пермского моторного завода. На день катастрофы совершил 1698 циклов «взлёт-посадка» и налетал 4376 часов.

## Экипаж
Самолётом управлял экипаж из 247-го лётного отряда (Шереметьевский объединённый авиаотряд), его состав был таким:
- Командир воздушного судна (КВС) — Роберт Фрицевич Берновский.
- Второй пилот — Виктор Николаевич Андреков.
- Штурман — Борис Федорович Арсентьев.
- Бортмеханик — Анатолий Михайлович Тягунов.
- Бортрадист — Владимир Прокопьевич Измайлов.
- Бортпроводник — Всеволод Лаврентьевич Гринько.

## Хронология событий
Ан-12Б борт СССР-04343 выполнял грузовой рейс SU-5003 из Москвы в Хабаровск с промежуточными посадками в Свердловске, Новосибирске, Красноярске и Иркутске. На его борту находились 6 членов экипажа и 11 278 килограммов сборного коммерческого груза промышленного назначения (подшипники, запчасти, ремни, приборы и т. д.). В трёх промежуточных аэропортах (кроме Свердловска) должна была быть частичная разгрузка.
13 января 1967 года в 14:25 рейс 5003 приземлился в Новосибирске. 14 января в 06:23 после дозаправки и частичной разгрузки самолёт вылетел из Новосибирска. Погода в аэропорту Толмачёво была такой — облачность 10 баллов, снег, дымка, видимость 4 километра, ветер 180° со скоростью 2 м/сек. Через 45 секунд после отрыва от ВПП КВС доложил о взлёте. На вопрос авиадиспетчера, какая нижняя кромка, он ответил: Метров 70-50. Затем авиадиспетчер передал: Понял Вас, скажите, кто вас задерживал? (имеется в виду задержка с вылетом), но КВС не ответил и больше на вызовы не отвечал.
Обломки рейса SU-5003 были найдены на расстоянии около 7 километров от центра ВПП и в 1200 метрах левее её оси за ДПРМ (дальний приводной радиомаяк). Очевидцы на земле видели сильный пожар на борту самолёта, при этом огонь вырывался наружу, оставляя длинный шлейф. Было установлено, что очаг пожара находился внутри фюзеляжа. После возникновения аварийной ситуации КВС перевел самолёт на снижение с одновременным поворотом влево (практически по курсу взлёта находился город). Увидев поле, пилоты приняли решение об аварийной посадке. При подходе к земле у самолёта был крен влево на 14° и наклон фюзеляжа +1-2°, а в момент приземления возникло правое скольжение 5-7°. Из-за сложности определения высоты выравнивания в темноте и создавшейся аварийной обстановки пилоты не смогли вывести самолёт из правого скольжения и левого крена и в 06:25 рейс SU-5003 ударился об землю левым крылом и начал разрушаться и, проскользив по земле 70 метров, задел небольшой выступ на поле и взорвался, а при дальнейшем движении полностью разрушился.
До столкновения с землей самолёт был управляем, следов разрушения в воздухе обнаружено не было. Столкновение с землёй произошло с магнитным курсом 10°. Обломки были разбросаны на протяжении 552 метра вдоль окраины населённого пункта близко от крайних домов, максимальная ширина разброса 152 метра. Самолёт прошел расстояние от торца ВПП 3 километра, достиг скорости 335 км/ч и высоты 200 метров. Все 6 членов экипажа на его борту погибли. Всего полёт рейса SU-5003 (с момента взлёта до падения на землю) продлился 1 минуту и 51 секунду.

## Расследование
Причиной катастрофы стало возникновение пожара в грузовом отсеке самолёта, что привело к аварийной посадке ночью вне аэропорта. Из-за сильного разрушения и обгорания обломков самолёта точную причину пожара на борту установить так и не удалось.
Часть членов комиссии высказала предположение о воспламенении авиатоплива ТС-1 в грузовой кабине около 1-го подпольного топливного бака, что могло быть связано с конструктивными недостатками дополнительных топливных баков борта СССР-04343 — заправочная горловина, пробка которой не предохранялась от открытия при случайном нажатии на неё; отсутствие внутри баков защиты от гидроудара; система нейтрального газа не была задействована.
Также комиссия установила, что экипажем рейса SU-5003 было нарушено то, о чём говорится в книге «Инструкции экипажу самолёта Ан-12» по использованию в полёте противопожарной системы — главный переключатель противопожарной системы находился в положении «Проверка» вместо «Пожаротушение».

### Комментарии
1. ↑  Здесь и далее указано Красноярское время — KRAT